# Грыжник многобрачный
Гры́жник многобра́чный (лат. Herniária polygáma) — вид травянистого растения рода Грыжник (Herniaria) семейства Гвоздичные (Caryophyllaceae).

## Ботаническое описание
Многолетнее растение высотой 3—20 см с многочисленными распростёртыми или восходящими сильно ветвистыми стеблями, негусто опушёнными короткими, загнутыми вниз волосками.
Листья голые или слабо опушённые продолговато-эллиптические или ланцетовидные, 0,5 — 1,5 см длиной и 1,3 мм шириной. Верхние листья более мелкие, к основанию клиновидно суженные, в короткий или у нижних листьев в более длинный (до 3 мм) черешок. Прилистники белоплёнчатые, широкояйцевидные, по краю реснитчатые, 0,5—0,7 мм длиной.
Цветки обоеполые и однополые, сидячие, собраны в пазухах листьев густыми клубочками или колосовидными соцветиями.
Чашечка около 1 мм длиной, снаружи более или менее волосистая. Чашелистиков 4, продолговато-ланцетных, в нижней и средней частях покрытых крючковатыми на верхушке волосками, в верхней части обычно голых. Венчик отсутствует. Тычинок и стаминодиев по 4. Столбик 0,3 мм длиной, хорошо заметно удлинённый, во много раз длиннее своей толщины, на верхушке расщеплённый на два рыльца. Завязь одногнёздная, с 1 семяпочкой.
Плод — коробочка, почти равная чашечке, нераскрывающаяся, с одним крупным тёмно-бурым, чечевицеобразным семенем, 0,6 — 0,7 мм длиной и 0,4 мм шириной.
Цветёт в мае — июле, плодоносит в июне — августе.

## Распространение и экология
Преимущественно европейское растение, достигающее на востоке территории Средней Азии. Общее распространение: Западная Сибирь, Средняя Азия (север), Средняя Европа (восток). В России распространено в европейской части, преимущественно в бассейнах Волги и Дона; севернее чернозёмной полосы не идёт.
Произрастает на песчаных лесных полянах и опушках, приречных песках, степных склонах, полях с песчаной почвой, в борах, у дорог.

## Значение и применение
Даёт мыльную пену и применяется в мыловарении. Скотом не поедается. По-видимому, содержит те же химические вещества, что и грыжник гладкий (Herniaria glabra), и соответственно ему применяется в медицинских целях. В сухом состоянии имеет довольно сильный запах кумарина.

## Таксономия
|  |                                      |  |                                                             |                                                             |                      |  | ещё 28 семейств | ещё 28 семейств    |                          |  |  |  | ещё несколько видов, в том числе Грыжник гладкий |
|  |                                      |  |                                                             |                                                             |                      |  | ещё 28 семейств | ещё 28 семейств    |                          |  |  |  | ещё несколько видов, в том числе Грыжник гладкий |
|  |                                      |  |                                                             | порядок Гвоздичноцветные                                    |                      |  |                 |                    | род Грыжник (Herniaria)  |  |  |  |                                                  |
|  |                                      |  |                                                             | порядок Гвоздичноцветные                                    |                      |  |                 |                    | род Грыжник (Herniaria)  |  |  |  |                                                  |
|  | отдел Цветковые, или Покрытосеменные |  |                                                             |                                                             | семейство Гвоздичные |  |                 |                    | вид Грыжник многобрачный |  |  |  |                                                  |
|  | отдел Цветковые, или Покрытосеменные |  |                                                             |                                                             | семейство Гвоздичные |  |                 |                    |                          |  |  |  |                                                  |
|  |                                      |  | ещё 44 порядка цветковых растений (согласно Системе APG II) | ещё 44 порядка цветковых растений (согласно Системе APG II) |                      |  |                 | ещё около 80 родов | ещё около 80 родов       |  |  |  |                                                  |
|  |                                      |  |                                                             | ещё 44 порядка цветковых растений (согласно Системе APG II) |                      |  |                 |                    | ещё около 80 родов       |  |  |  |                                                  |

Тип: Украина и Западная Сибирь («in Rossia australi Sibiriaque occidentali et confini Songaria chinensi, ad littora fluminum lacuumque arenosa»); лектотип: «Kiev. 1839, R. F. Hohenacker» — L (Chaundri. 1968, 1. c.:380).